# Ratenelle
Ratenelle är en kommun i departementet Saône-et-Loire i regionen Bourgogne-Franche-Comté i östra Frankrike. Kommunen ligger i kantonen Tournus som tillhör arrondissementet Mâcon. År 2022 hade Ratenelle 369 invånare.

## Befolkningsutveckling
Antalet invånare i kommunen Ratenelle
| Referens: INSEE |